# Pabellón Insular Santiago Martín
El Pabellón de Deportes de Tenerife Santiago Martín (antes Pabellón Insular Santiago Martín) fue inaugurado en el año 1999 y está situado en el municipio de San Cristóbal de La Laguna (Tenerife, España). Es propiedad del Cabildo de Tenerife. La gestión del pabellón está en manos de la empresa Gestión Insular para el Deporte, la Cultura y el Ocio (Ideco).
Actualmente es la sede oficial del Club Baloncesto Canarias (conocido como La Laguna Tenerife por motivos de esponsorización), y del equipo de baloncesto femenino Tenerife Clarinos.
Durante su historia, ha acogido diferentes acontecimientos, tales como eventos mundiales deportivos, conciertos y reuniones de distinta índole.

## Estructura
El pabellón está compuesto de tres torres y la cancha, con 2000 m cuadrados de parqué y un aforo de 5100 personas. Una de las torres, conocida como "La casa del deporte", tiene cuatro plantas:
- Primera planta: Oficinas de Ideco, sala de prensa y oficinas del Club Baloncesto Canarias.
- Segunda planta: Oficinas de Ideco y oficinas de las federaciones insulares de Salvamento y Socorrismo, Ciclismo, Tenis, Balonmano, Ajedrez, Judo y Disciplinas Asociadas, Hípica.
- Tercera planta: Oficinas del Club Atletismo Tenerife Cajacanarias, Oficinas del CB 1939 Canarias SAD, Federación Motociclismo, Colegio Oficial de Licenciados en Educación Física de Canarias, Federación Insular de Caza, Interinsular de Automovilismo de Tenerife, Federación Insular de Taekwondo
- Cuarta planta: Sala de autoridades, palco de invitados, cabinas de radio, pupitres de prensa.

### Reformas
El Pabellón de Deportes Santiago Martín, se sometió a un proceso de mejoras en la impermeabilización de su cubierta. impulsado por el Cabildo de Tenerife.
Con una inversión de 315 000 euros, estas mejoras incluyeron una renovación integral de la lámina que recubre la cancha, así como la sustitución de claraboyas en mal estado y la incorporación de un sistema motorizado de lamas de aluminio para facilitar el oscurecimiento del espacio. También se instaló un nuevo sistema de cierre centralizado con mando remoto.
Las obras se llevaron a cabo sin interrumpir la actividad habitual del pabellón y se implementaron todas las medidas de seguridad necesarias. Estas reformas han mejorado significativamente la funcionalidad y el valor del Pabellón Santiago Martín como centro deportivo y cultural en la comunidad de La Laguna y en toda la Isla de Tenerife.
Además, se llevarán a cabo importantes mejoras tras una inversión de un millón cien mil euros por parte del Cabildo de Tenerife. Esta iniciativa fue anunciada durante la visita de la presidenta de la corporación insular, Rosa Dávila, junto con otros funcionarios, quienes anunciaron que se las obras se centrarán en la mejora de la climatización del recinto, trabajos en el gimnasio, los aseos y otras áreas del pabellón, en un esfuerzo por proporcionar instalaciones óptimas para el Cantera Base 1939 Canarias y la comunidad deportiva en general. La inversión tiene previsto ejecutarse entre los años 2024 y 2025.

## Eventos
El Pabellón Santiago Martín ha acogido desde su apertura importantes competiciones deportivas nacionales e internacionales como el Mundial de Baloncesto femenino en 2018, la Copa Intercontinental 2020 y 2023, Supercopa Endesa Tenerife 2021, Campeonato Mundial de Kárate Junior 2017, Campeonato del Mundo de Trial Indoor de 2002, CEV Champions League de voleibol femenino.
Artículo principal: Anexo:Eventos celebrados en el Pabellón Santiago Martín